# Bar Levova linie

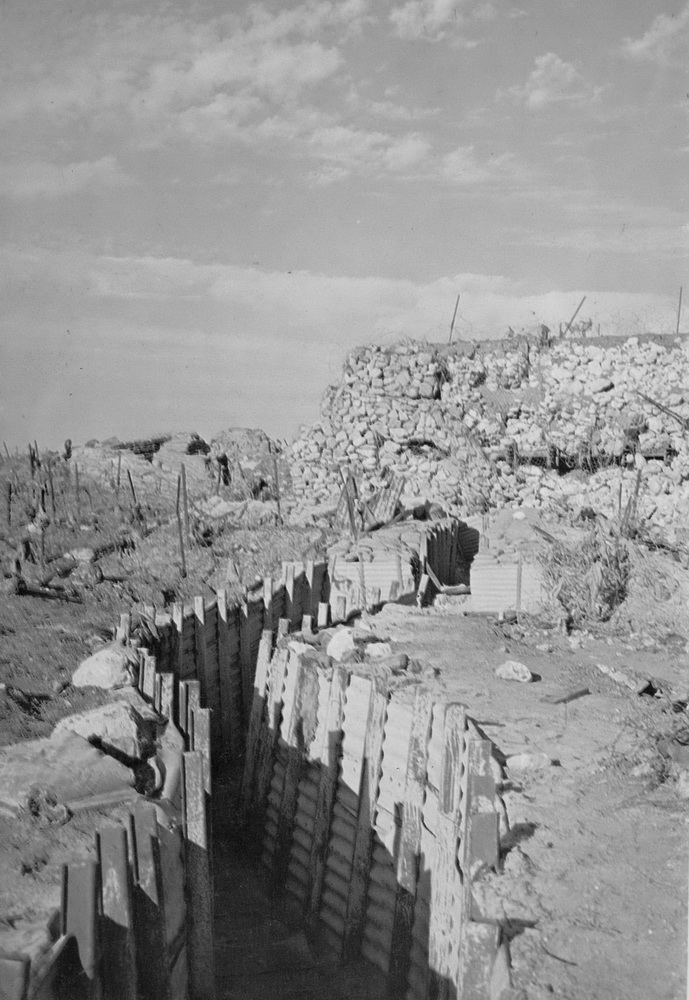
Část Bar Levovy linie

Bar Levova linie (arabsky خط برليف‎, hebrejsky קו בר לב‎) byl systém opevnění, které Izrael vybudoval na východním břehu Suezského průplavu pro obranu Sinaje, který obsadil během Šestidenní války jako systém včasného varování. Byla pojmenována po izraelském náčelníku Generálního štábu Izraelských obranných sil (IOS) Chajimu Bar Levovi.

## Výstavba
Výstavba (přesněji řečeno rozšíření) linie pevností bylo reakcí na zvyšující se egyptskou vojenskou přítomnost na západním břehu Suezského průplavu. Linie pevností vznikla jako alternativa k politicky neprůchodné masivní izraelské vojenské přítomnosti na východním břehu Suezského průplavu. Druhým důvodem byl fakt, že pevnosti poskytovaly izraelským vojákům v případě útoku větší ochranu než mobilní prostředky. 
Výstavba Bar Levovy linie byla v podstatě transformací soustavy již existujících lehkých opevnění. Výstavba byla dokončena v roce 1969. I poté ale na linii probíhaly další úpravy a vylepšení. Linie měřila 160 km a táhla se poděl Suezského průplavu od Středozemního moře až k Suezskému zálivu. V říjnu 1973, kdy na ni zaútočily egyptské jednotky při Jomkipurské válce byla tvořena dvěma soustavami opevnění:
- Maozim
- Taozim

### Maozim
Jednalo se o linii 30 opěrných bodů osazených mužstvem o síle čety vybavené pěchotními zbraněmi, těžkými kulomety a minomety. V období míru osádku pevnosti tvořilo mužstvo o síle poloviny čety. Každý z těchto opěrných bodů byl chráněn několik metrů vysokým písečným valem umožňujícím efektivní využití zbraní při obraně. Obehnány byly i systémem zákopů, zátarasy s ostnatým drátem a minovými poli. Úkolem posádky pevnosti bylo zajišťovat pozorování svěřeného úseku a v případě napadení palbou krýt komunikace a křižovatky.

### Taozim
Jednalo se o systém opěrných bodů osazených mužstvem o velikosti roty. Linie Taozim se nacházela asi 8 km od průplavu. Za nimi se nacházely malé tankové jednotky, které měly v případě útoku najet do palebných postavení a poskytnout pevnostem podporu.

### Další komponenty linie
Kromě pevností obsahovala linie další obranné prvky. Byly to především nádrže na ropu. Ta měla být v případě egyptského pokusu o překročení Suezského kanálu do kanálu vypuštěna a zapálena. V praxi by ale využití tohoto zařízení naráželo na různé obtíže, například na silný vodní proud v kanále. O nepoužitelnost se postarala i špatná údržba systému. Izraelci sice řadu komponentů zařízení nahradili atrapami, což ale neušlo egyptské pozornosti. 
Za linií Taozim se nacházely malé tankové jednotky, které měly v případě útoku najet do palebných postavení 500 až 1000 metrů od kanálu a poskytnout palebnou podporu posádkám Maozim. 10 km od břehu kanálu se nacházela tzv. Dělostřelecká cesta, jež byla lemována dělostřeleckými postaveními a koncentrovalo se zde čelní uskupení obrněných jednotek. 30 km od břehu kanálu se nacházela tzv. Laterální cesta, kde se nacházely tankové zálohy. Obě cesty, jak Dělostřelecká, tak Laterální běžely od severu k jihu a napojovala se na ně řada od západu k východu jdoucích komunikací. 
Spojení bylo zajišťováno prostřednictvím jak telefonních linek, tak radiovým provozem. Vybudování 76 metrů vysokých pozorovatelen, které by umožňovaly pohled do egyptského týlu zabránila Jomkipurská válka.

## Opotřebovací válka
První zátěž zažila Bar Levova linie během Opotřebovací války. Od 8. března 1969 se její linie staly cílem nepravidelného ostřelování egyptským dělostřelectvem a nájezdů egyptských speciálních jednotek.

## Jomkipurská válka
Přestože pevnosti Bar Levovy linie byly během Opotřebovací války opakovaně napadány egyptskou armádou, největší zkoušku prodělala linie na začátku Jomkipurské války. V okamžiku egyptského útoku 6. října 1973 ve 14 hodin bylo z pevností typu Maozim obsazeno plně 16 a částečně 2. Ostatní byly prázdné, nebo se v nich nacházely pouze malé pozorovací skupiny. Důvodem bylo i to, že řada z nich se vlivem špatné nebo vůbec žádné údržby nacházela v havarijním stavu. Po celé linii bylo rozmístěno 468 izraelských vojáků z brigády Ecioni, kteří čelili 80 tisícům egyptských vojáků. Podporu Izraelcům zajišťovalo 290 tanků, 12 baterií dělostřelectva s 52 děly, 6 baterií protileteckého dělostřelectva a 2 baterie protileteckých raket Hawk. Kromě toho byla linie od prvního okamžiku cílem těžké dělostřelecké palby. Přestože opevnění zachránilo řadě Izraelců život, neměli šanci egyptský útok zastavit. Po egyptském vylodění se opěrné body linie ocitly v obklíčení. Na příkaz izraelského velení jižní fronty bylo 16 z 18 pevností do 10. října evakuováno nebo kapitulovalo. Pouze opěrný bod Budapest se egyptské armádě nepodařilo obsadit, velká bitva byla svedena i o pevnost Lachcanit. Do egyptského zajetí padlo 294 izraelských vojáků na začátku Joomkipurské války umístěných v pevnostech.
Jednotlivé pevnosti a opěrné body měly své krycí názvy:
Maozim:
- Orkal
- Budapest
- Traklin
- Lahizanit
- Drora
- Ketuba
- Milán
- Mifreket
- Hizajon
- Macmed
- Lakekan
- Botzer
- Zidon
- Lituf
- Mafzeah
- Nissan
- Masrek
- Quay

Taozim:
- Joram
- Martef
- Maror
- Havraga
- Nozel
- Purkat
- Kišuf
- Hurva
- Micva
- Noca
- Televizija
- Ceidar

## Hodnocení
Navzdory velkým investicím Bar Levova linie během jomkipurské války nesplnila očekávání na ni kladená, když rychle podlehla dobře připravenému úderu kombinujícímu faktor naprostého překvapení a zdrcující materiální převahy. Linie za těchto okolností nedokázala nepřítele zastavit ani poskytnout Izraeli dostatečný čas na reakci. Jisté zdržení a problémy Egypťanům sice způsobila, nicméně nebylo dostatečné a snaha a nutnost přispět na pomoc obklíčeným opěrným bodům nakonec IOS naopak omezovala a přivodila jim další velké ztráty.